# Comuna de Trzcińsko-Zdrój
Trzcińsko-Zdrój (polaco: Gmina Trzcińsko-Zdrój) é uma gminy (comuna) na Polónia, na voivodia de Pomerânia Ocidental e no condado de Gryfiński.
De acordo com os censos de 2005, a comuna tem 5.698 habitantes, com uma densidade 33,4 hab/km².

## Área
Estende-se por uma área de 170,51 km².

## Demografia
Dados de 31 de Dezembro de 2005:
|                      | Total   | Total | Mulheres | Mulheres | Homens  | Homens |
| -------------------- | ------- | ----- | -------- | -------- | ------- | ------ |
|                      | pessoas | %     | pessoas  | %        | pessoas | %      |
| População            | 5698    | 100   | 2865     | 50,3     | 2833    | 59,7   |
| Densidade (pop./km²) | 33,4    | 100   | 16,8     | 16,8     | 16,7    | 16,7   |

De acordo com dados de 2002, o rendimento médio per capita ascendia a 1 485,73 zł.